# Die Cadizier
Die Cadizier sind eine 1992 gegründete Schweizer Punkband aus Zug.

## Geschichte
Bekannt wurden die Cadizier bereits 1992, als sie in Bremgarten einen Auftritt auf dem Dach der besetzten Kleiderfabrik vor 10'000 Zuschauern hatten. Seither veröffentlichten die Cadizier eine Mini-CD (Halt’s Maul Blocher) und ein Album (Alles klar?) in Eigenvertrieb bzw. unter ihrem eigenen Label Rat Cave Records. Der Name Die Cadizier ist an Cádiz in Spanien angelehnt.
Musikalisch sind die Cadizier als Deutschpunkband mit einem für Punkrock gemäßigten Tempo, ausgeklügelten Melodien, Ska-Einmischungen und wütenden Texten anzusehen. Viele Texte der Cadizier sind gegen Christoph Blocher und die SVP gerichtet. Ausserdem haben Die Cadizier in ihren Bühnenshows verschiedene ausgefallene Kostüme verwendet.
Die Band erlangte in der Punkszene grössere Bekanntheit und schaffte es auf die bekanntesten Deutschpunk-Sampler dieser Zeit wie Partisanen und Schlachtrufe BRD zusammen mit Bands wie Die Toten Hosen u. a.
Eine offizielle Auflösung gab es nie, obwohl die Band seit ca. 2000 nicht mehr öffentlich in Erscheinung trat.
Im Frühjahr 2014 gehen die Cadizier, nach 13 Jahren Abstinenz wieder auf Tour. Am 17. Januar des gleichen Jahres spielten sie unter dem Pseudonym "Ueli's Rache" ein erstes Konzert.
Sänger Hanke verlässt Anfang 2017 die Cadizier.

## Diskografie

### Alben
- 1994: Halt's Maul Blocher (Mini-CD mit 7 Titeln, Moonrecords)
- 1998: Alles klar? (Album mit 21 Titeln, Rat Cave Records)

### Samplerbeiträge
- 1995: Skampler No. 2
- 1997: Partisanen 4
- 1997: Punk-Rock makes the world go round
- 1997: Plastic Bomb #19
- 1999: Skampler No. 4
- 1999: Vorwärts und nicht vergessen 2
- 2000: Partisanen 5
- 2000: Schlachtrufe BRD VI
- 2004: swiss Punk sampler!
- 2007: Things could be worse